# Quartier chinois (film, 1929)
Pour les articles homonymes, voir Quartier chinois (homonymie).
Pour plus de détails, voir Fiche technique et Distribution.
Quartier chinois (Chinatown Nights) est un film américain en noir et blanc réalisé par William A. Wellman, sorti en 1929.

## Synopsis
Joan Fry, une femme d'affaires importante, tombe amoureuse de Chuck Riley, le chef blanc d'un puissant gang de Chinatown. Ce dernier va conduire Joan dans les profondeurs de la misère humaine avec lui.

## Fiche technique
- Titre : Quartier chinois
- Titre original : Chinatown Nights
- Réalisation : William A. Wellman
- Scénario : Ben Grauman Kohn, Oliver H.P. Garrett, William B. Jutte, d’après le roman Tong War de Samuel Ornitz
- Producteur : David O. Selznick
- Société de distribution : Paramount Pictures
- Photographie : Henry W. Gerrard
- Montage : Alyson Shaffer
- Musique: Max Bergunker, Gerard Carbonara
- Direction artistique : Hans Dreier
- Costume : Travis Banton, Edith Head
- Pays de production : États-Unis
- Langue : anglais
- Format : noir et blanc - 35 mm - 1.20:1 - son : Mono (MovieTone)
- Genre : Film policier
- Durée : 83 min
- Dates de sortie :
  - États-Unis : 30 mars 1929
  - France : 28 novembre 1930

## Distribution
- Wallace Beery : Chuck Riley
- Florence Vidor : Joan Fry (voix doublée par Nella Walker)
- Warner Oland : Boston Charley
- Jack McHugh : the Shadow
- Jack Oakie : le reporter
- Tom London : un policier